# Millard Fillmore
Pour les articles homonymes, voir Fillmore.
Millard Fillmore, né le 7 janvier 1800 à Moravia (État de New York) et mort le 8 mars 1874 à Buffalo (État de New York), est un homme d'État américain, président des États-Unis de 1850 à 1853.
Membre de plusieurs partis, notamment le Parti whig et le Parti démocrate, il est représentant à la Chambre des représentants pour l'État de New York de 1833 à 1843 (avec interruption de 1835 à 1837). Il devient vice-président après la victoire de son parti lors de l'élection présidentielle de 1848. Il succède à Zachary Taylor après la mort de celui-ci. Sa présidence est marquée par la question de l'esclavage, que le Compromis de 1850 ne permit pas de régler. Son attitude ambiguë face à l'esclavage, alors même qu'il avait défendu des positions antiesclavagistes au Congrès, lui valurent d'être déconsidéré dès son départ de la Maison-Blanche. Dans les classements faits par les historiens et les journalistes, Millard Filmore est considéré comme l'un des pires présidents des États-Unis.

## Situation personnelle
Millard Fillmore naît le 7 janvier 1800 à Moravia, dans la région des Finger Lakes située au nord de l'État de New York. Son père est fermier mais ne possède pas de terres. Sa famille est d'ailleurs assez pauvre,. Il a des origines écossaises et ses ascendants étaient de confession presbytérienne. 
Cadet d'une fratrie de neuf enfants, il est envoyé travailler dès l'âge de quatorze ans dans une filature textile et exerce les métiers d'apprenti tailleur ou de cardeur,. Placé en apprentissage, le jeune Millard cherche à s'émanciper et à s'instruire en autodidacte. Admis au barreau de l'État de New York en 1823, il devient avocat et ouvre un cabinet à East Aurora, petit village au sud de Buffalo,.

## Carrière politique

### Premières années
En 1828, il est élu à l'Assemblée de l'État de New York sur une liste du Parti anti-maçonnique. Quatre ans plus tard, il est élu à la Chambre des représentants dans le 32e district (en),. Il développe des idées antiesclavagistes au Congrès et s'oppose à l'entrée du Texas dans l'Union. En 1844, il échoue à se faire élire gouverneur de l'État.

### Élection présidentielle de 1848
Il est choisi comme colistier de Zachary Taylor lors de la Convention nationale whig (en) réunie à Philadelphie. Le fait qu'il vienne de l'État de New York, swing state de l'élection, et qu'il ait des convictions antiesclavagistes, permet au Parti whig d'équilibrer le ticket pour l'élection présidentielle de 1848. Le Parti démocrate étant divisé, le ticket Taylor/Fillmore remporte l'élection grâce à l'État de New York où Martin Van Buren, ancien président et candidat du Parti du sol libre, contribue à la défaite du candidat démocrate Lewis Cass. Le ticket remporte 47,3 % du vote populaire et 163 grands électeurs contre 42,5 % du vote populaire et 127 grands électeurs pour Cass,.

### Vice-président des États-Unis (1849-1850)
Millard Fillmore joue un rôle relativement effacé comme vice-président, d'autant que ses positions diffèrent beaucoup de Zachary Taylor sur l'esclavage. Or, la question de l'esclavage occupe une place omniprésente durant le mandat de Taylor. Depuis le compromis du Missouri en 1820, plusieurs États ont intégré l'Union. Les tensions se cristallisent avec l'annexion du Texas, à laquelle Taylor a contribué comme général durant la guerre américano-mexicaine. Les encouragements de Taylor à faire entrer la Californie et le territoire du Nouveau-Mexique dans l'Union accentuent et exacerbent les tensions entre pro et antiesclavagistes. Certains commencent à considérer que la question de l'esclavage menace même l'existence de l'Union,. L'attitude de Fillmore durant la période fit que ses amis et ses adversaires le qualifièrent d'opportuniste.

### Président des États-Unis (1850-1853)
Le 9 juillet 1850, Zachary Taylor meurt des suites d'une gastro-entérite aiguë très mal traitée par les médecins de la Maison-Blanche. Fillmore prêtra serment le lendemain.

#### Politique intérieure

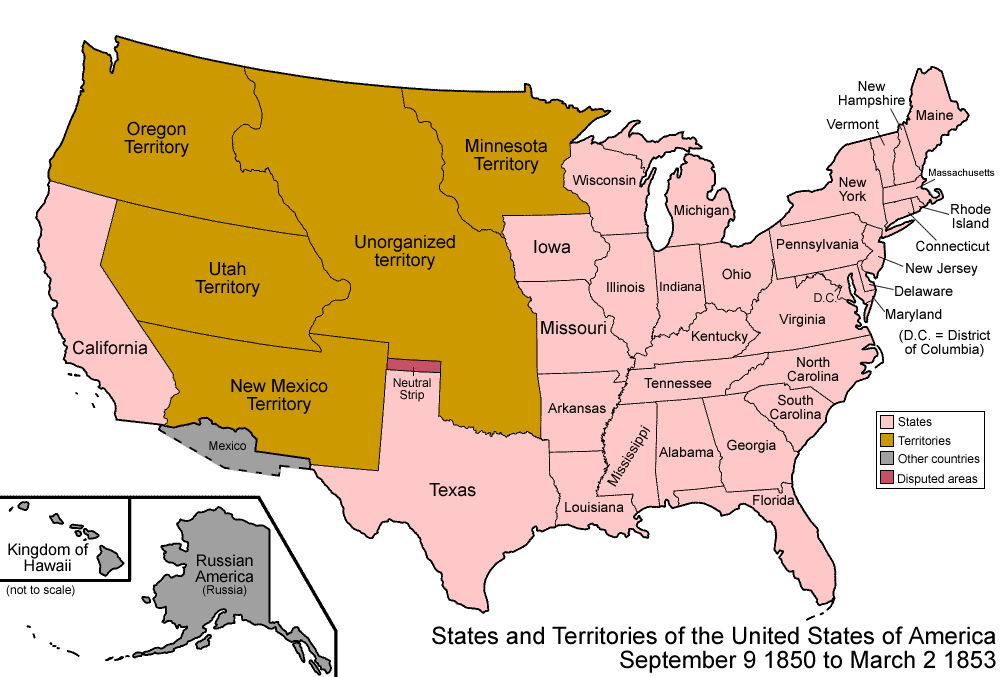
États et territoires de l'Union de 1850 à 1853.

Fillmore hérita malgré lui de la gestion de la question de l'esclavage. Partisan de l'adoption d'un compromis, contrairement à Taylor, le président fut confronté aux divisions du Congrès, mais plus encore du Parti whig. En dehors du Congrès, les abolitionnistes sont eux-mêmes divisés en plusieurs mouvements. Il y a environ 150 000 militants en 1850.
Un groupe de sénateurs négocie un compromis. Parmi eux figure l'ancien vice-président John Caldwell Calhoun, qui menaçait de proposer à la Caroline du Sud de faire sécession, ce qu'il avait déjà tenté de faire en 1832. Sa mort permet un certain apaisement dans les négociations mais celles-ci restent ardues. Certains estiment que les règles du compromis du Missouri sont caduques tandis que d'autres voulaient les conserver dans le futur compromis. Les principaux négociateurs ont déjà contribué au compromis du Missouri, notamment Henry Clay et Daniel Webster. Les sudistes sont très vigilants et veillent à ce que l'équilibre de l'Union ne soit pas bouleversé. Cependant, la Californie s'oppose à ce que l'esclavage soit légalisé sur son territoire et lui soit imposé contre son gré. Le cas des esclaves fugitifs ayant réussi à rejoindre le nord cristallisa les tensions. Finalement, cinq lois distinctes furent adoptées, formant le compromis de 1850,, :
- Admission de la Californie comme État libre ;
- Fixation des frontières du Texas ;
- Création du territoire du Nouveau-Mexique et du territoire de l'Utah (ouverts à l'esclavage) ;
- Adoption du Fugitive Slave Act ;
- Abolition du commerce d'esclaves à Washington.

Le compromis est adopté le 20 septembre 1850. Cependant, le durcissement de la politique sur l'esclavage, en particulier avec l'adoption du Fugitive Slave Act, aggrava encore la situation. Or, cette clause fut imposée par les sudistes.
Il nomme Brigham Young, président de l'Église de Jésus-Christ des saints des derniers jours, en tant que gouverneur du Territoire de l'Utah.

#### Politique étrangère
Avec le secrétaire d'État Daniel Webster, il parvient à réaliser un rapprochement avec le Japon et à établir des relations commerciales. Il parvint à empêcher Napoléon III d'annexer Hawaï mais renonça à annexer Cuba, sous occupation espagnole.
En 1853, peu avant la fin de sa présidence, une expédition militaire et diplomatique est envoyée au Japon, menée par l'amiral Matthew Perry.

#### Situation politique
Avec l'adoption du compromis de 1850, Fillmore perdit le soutien de l'aile antiesclavagiste du parti tandis que le Nord dénonçait le Fugitive Slave Act of 1850 et rechignait à restituer les esclaves fugitifs au Sud,. Le Parti whig se déchire entre antiesclavagistes et proesclavagistes. Du fait de l'ambiguïté avec laquelle il a conduit les affaires intérieures, il ne fut même pas désigné comme candidat à la présidence par le parti pour l'élection présidentielle de 1852. Le parti lui préféra le général Winfield Scott, héros de la guerre américano-mexicaine, qui est battu de manière écrasante par Franklin Pierce, le candidat démocrate,.
Il quitte la présidence le 4 mars 1853 après l'investiture de Franklin Pierce.

### Après la présidence

Collège électoral de l'élection présidentielle de 1856.

Il retourne à Buffalo après la présidence, après que son épouse Abigail soit décédée des suites d'une pneumonie. Lors d'un voyage au Royaume-Uni, l'université d'Oxford lui décerne un doctorat honoris causa, mais il renonça à cet honneur car il estimait que tout détenteur d'un diplôme devait être capable de le lire (or, le diplôme était en latin, que Fillmore n'a pas appris durant sa scolarité).
Il adhère au parti Know Nothing qui était le seul point de ralliement pour les abolitionnistes non radicaux. Il est désigné comme candidat à la présidence par ce parti et par ce qui restait du Parti whig pour l'élection présidentielle de 1856. Son colistier fut le neveu de l'ancien président Andrew Jackson, Andrew Jackson Donelson, qui apporta une caution sudiste au ticket. Candidat tiers parti du fait de la naissance en 1854 du Parti républicain, il obtient un bon score avec 21,6 % du vote populaire et parvient à l'emporter avec la majorité absolue dans le Maryland, remportant les 8 grands électeurs de cet État, pourtant esclavagiste. Après son échec, le parti se disperse et il adhère au Parti démocrate.
Il se remarie en 1858. Il exerce à nouveau comme avocat. Il dénonce la sécession du Sud pendant la Guerre de Sécession, mais fut très critique vis-à-vis d'Abraham Lincoln. Il apporta ensuite son soutien à Andrew Johnson. 
Il meurt dans l'oubli le 7 mars 1874 des suites d'un accident vasculaire cérébral,.